# Craig Sives
Craig Sives (ur. 9 kwietnia 1986 w Edynburgu) – szkocki piłkarz występujący na pozycji obrońcy.

## Kariera
Profesjonalną piłkarską karierę rozpoczął w klubie Heart of Midlothian, w roku 2003. Wystąpił w dwóch spotkaniach, ale nie strzelił żadnej bramki.
W sezonie 2006/2007 został ze szkockiego klubu wypożyczony do Partick Thistle, gdzie wystąpił w 17 meczach i strzelił jedną bramkę. Był także piłkarzem Dundee F.C., Queen of the South, Shamrock Rovers, Hume City, Livingston oraz Cowdenbeath.
W swojej karierze rozegrał 88 spotkań i zdobył 5 bramek w League of Ireland Premier Division.